# Salar Jung Museum
Salar Jung Museum er et kunstmuseum i Hyderabad i Indien.
Museet er baseret på samlingerne fra adelsmanden og tidligere hyderabadske statsminister Yousuf Ali Khan og bærer hans titel som navn.
Museet åbnede i 1951 i en del af Diwan Deodi-paladset, men flyttede i 1968 til en ny bygning kun for museet.
Museet er blandt andet kendt for sin store samling af koraner.